# فینال جام حذفی فوتبال انگلستان ۱۹۲۳
فینال جام حذفی فوتبال انگلستان ۱۹۲۳، رقابت پایانی جام حذفی فوتبال انگلستان در سال ۱۹۲۳ میلادی است که مابین دو تیم باشگاه فوتبال بولتون و باشگاه فوتبال وستهام یونایتد در ورزشگاه ومبلی لندن برگزار شده‌است.
این مسابقه که در تاریخ ۲۸ آوریل ۱۹۲۳ انجام شده‌است با نتیجه ۲ بر ۰ به سود تیم باشگاه فوتبال بولتون به پایان رسید.